# Liste des accidents ferroviaires en France en 1925
Pour des articles plus généraux, voir Liste des accidents ferroviaires en France, Liste des accidents ferroviaires en France au XXe siècle et Liste des accidents ferroviaires en France dans les années 1920.
La liste des accidents ferroviaires en France en 1925, est une liste non exhaustive, chronologique.

## 1925
- 17 janvier 1925 : sur la ligne Dijon-Champlitte des Chemins de fer départementaux de la Côte-d'Or, à Magny-Saint-Médard, vers 18 heures 20, un train mixte venant de Champlitte dont le frein à air est en panne s'emballe dans une descente et déraille dans la courbe précédant un pont sur l'Albane. La locomotive et deux voitures se couchent, le wagon-poste s'écrase roues en l'air dans la rivière. L'accident fait cinq morts et trois blessés graves[2].
- 13 février 1925 : vers 19 heures 40, un train mixte venant de Casteljaloux par la ligne de Marmande à Mont-de-Marsan déraille à son arrivée en gare de Marmande. Le chef de train, projeté sur la voie, est tué[3].
- 2 mars 1925 : vers 13 heures 15, sur la ligne à voie métrique d'Orange à Buis-les-Baronnies, un train déraille au passage du pont sur l'Ouvèze entre les gares de Vaison-la-Romaine et de Malaucène-Crestet. Dans une voiture disloquée, deux voyageurs sont tués[4].

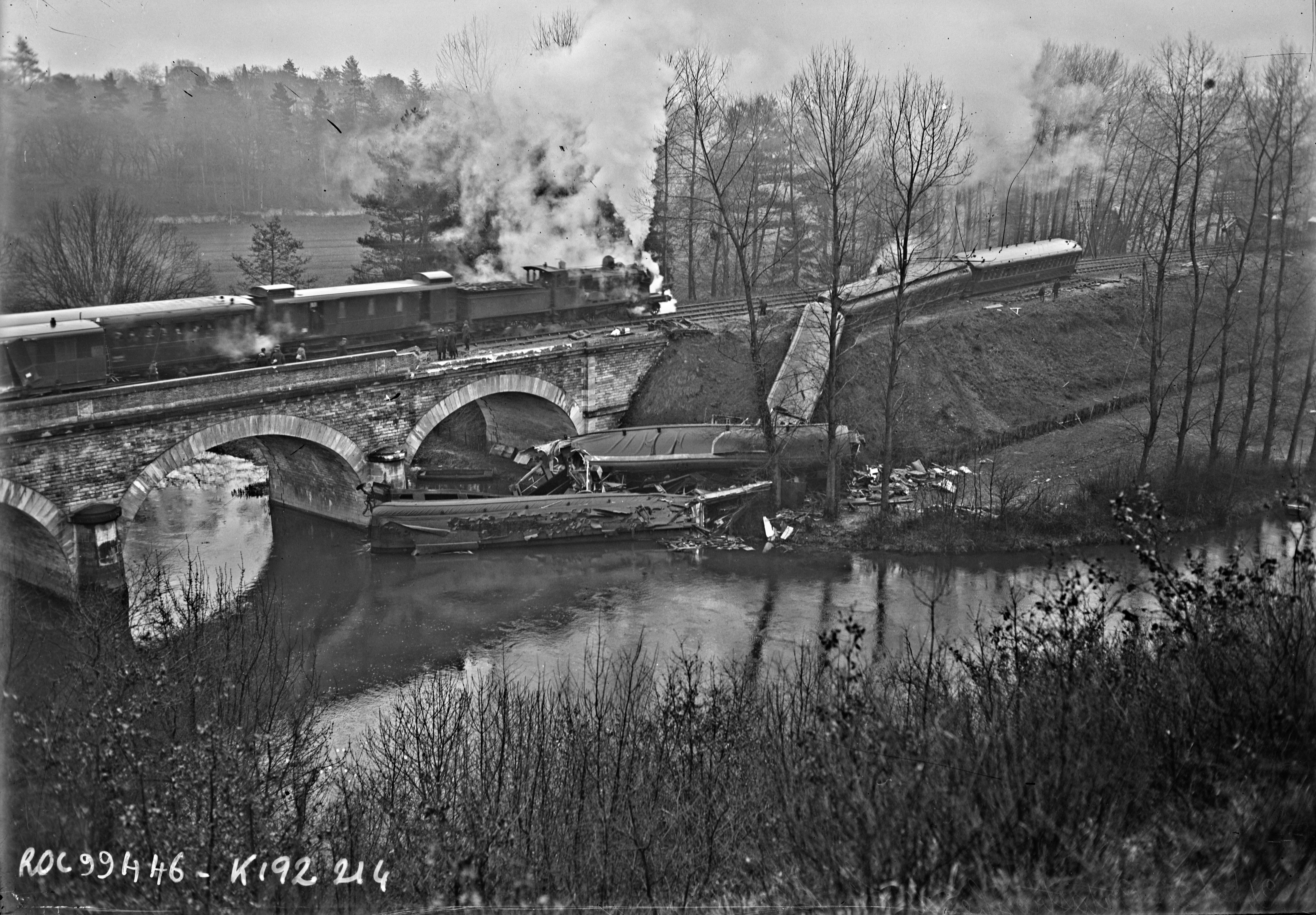
Vue générale de l'accident du Paris-Bordeaux à Saint-Benoît le 25 mars 1925.

- 25 mars 1925 : sur la ligne Bordeaux-Paris, vers 2 heures, le rapide Bordeaux-Paris déraille à l'entrée d'un pont sur le Clain, près de Saint-Benoît, à trois kilomètres de Poitiers, sans doute à la suite d'une rupture de rail. Sept voitures se renversent, dont une de première classe qui tombe dans la rivière. L'accident fera cinq morts et quarante blessés[5].
- 4 avril 1925 : à la sortie de la gare de Châlons-sur-Marne, sur la ligne de Saint-Hilaire-au-Temple, peu avant 21 heures, l'omnibus pour Reims percute par l'arrière une machine haut-le-pied attendant sa mise en tête d'un train, tuant son mécanicien et son chauffeur. L'accident, dû à un moment de distraction d'un aiguilleur, fait aussi dix blessés, dont sept voyageurs[6].
- 9 avril 1925 : à la gare du Nord, à 6 heures 35, un train de banlieue venant de Sevran - Livry ne peut s'arrêter à temps et percute le heurtoir. Le fourgon de tête se soulève, et la première voiture s'y encastre. On comptera deux morts et une vingtaine de blessés[7]. Le mécanicien sera inculpé d'homicide pour n'avoir utilisé que le frein à air alors que les règlements prescrivaient l'utilisation du frein manuel[8].
- 11 avril 1925 : sur la ligne de Facture à Lesparre-Médoc[9] de la Société générale des chemins de fer économiques, à Lège, une traverse pourrie cède au passage d'un train venant de Lacanau et provoque son déraillement, dans lequel le mécanicien et le chauffeur trouvent la mort et un voyageur est blessé[10].
- 13 juin 1925 : à 1 heure 30, sur la ligne de Creil à Jeumont, près de la gare de Landrecies, l'express Paris-Bruxelles respecte un signal d'avertissement en roulant au ralenti lorsqu'il est rejoint et tamponné par un train de marchandises qui en écrase le fourgon postal placé en queue. La collision fera un mort et neuf blessés, tous postiers ambulants[11].

- 27 juillet 1925 : à minuit, dans l'avant-gare de Paris-Est, le rapide Bâle-Paris, en panne de freins, percute à 80 km/h sous le pont de l’Aqueduc une machine haut-le-pied regagnant le dépôt de La Villette. L'accident fait trois morts et seize blessés[12].
- 29 juillet 1925 : sur la ligne de Tours au Mans, en  gare de Saint-Antoine-du-Rocher, vers minuit, l'express Le Mans-Tours déraille en abordant une aiguille à vitesse excessive (90 km/h au lieu de 30). La locomotive se renverse et cinq voitures à caisse en bois se télescopent et sont broyées. On en tirera dix-neuf morts (dont le mécanicien) et trente blessés[13].Restes du train Paris-Boulogne à Amiens le lendemain de l'accident du 13 août 1925.

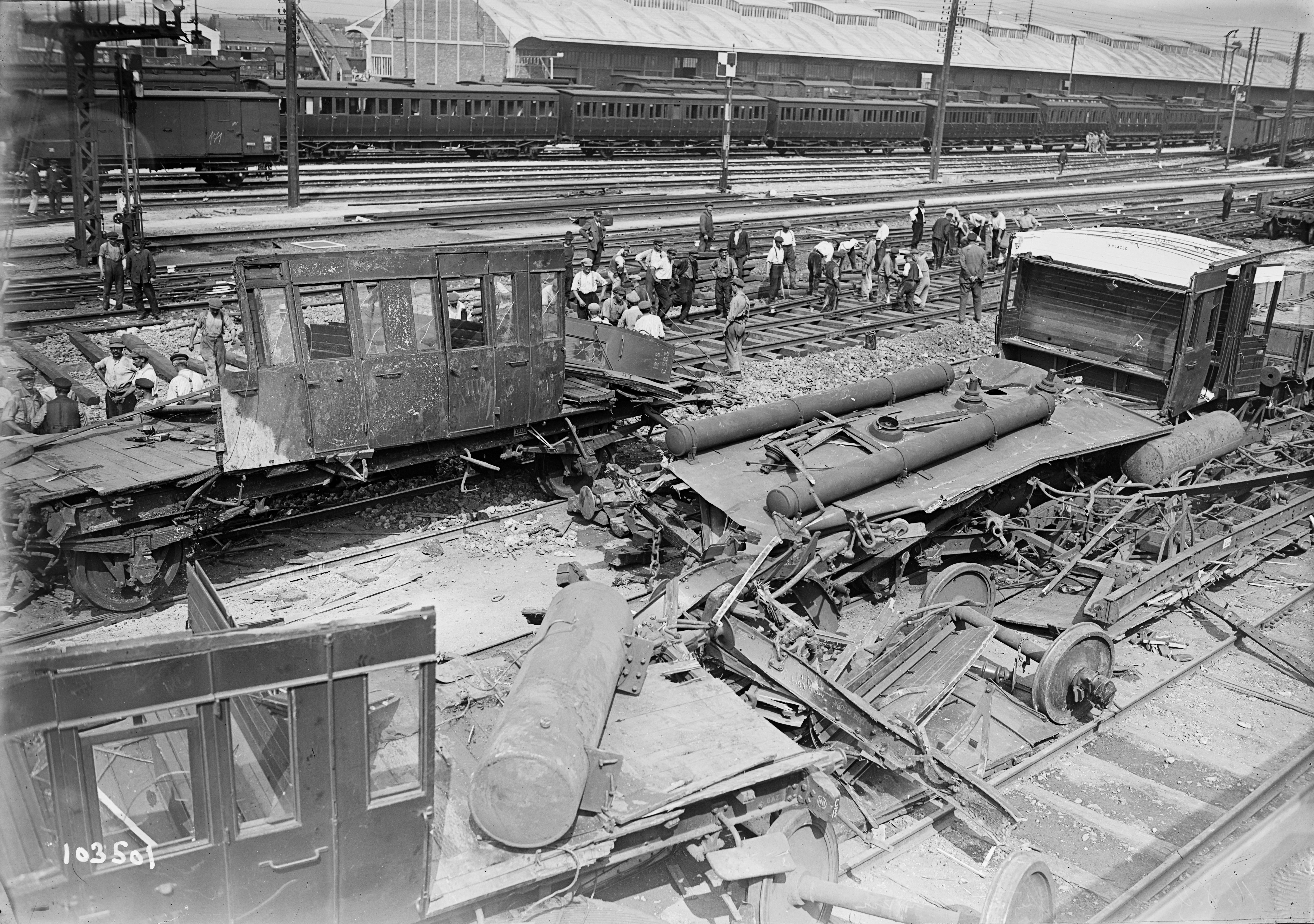
Restes du train Paris-Boulogne à Amiens le lendemain de l'accident du 13/8/1925.

- 13 août 1925 - Amiens : à l'entrée de la gare d'Amiens à 16 heures 21, le Paris-Boulogne, train supplémentaire mis en circulation pour les fêtes du 15 août, remorqué par une Pacific apte à 120 km/h, mais composé de matériel ancien à deux essieux encore éclairé au gaz, déraille à 92 km/h sur une aiguille que la signalisation prescrivait d'aborder à 40 km/h. Sur les vingt-et-une voitures du convoi, dix-huit quittent les rails et se disloquent. Un incendie se déclare, et l'accident fera douze morts et cent-soixante blessés. Le rapport du Directeur du contrôle incriminera le mécanicien, qui sera inculpé d'homicide involontaire[14].
- 14 août 1925 : télescopage de deux trains se dirigeant vers la Gare du Nord à 22 heures 30 près de la Gare de Saint-Denis, au lieudit Pont de la Révolte. L'express 318 en provenance de Lille redémarre après qu'un signal est passé de l'arrêt à la voie libre, lorsqu'il est rattrapé par le rapide 128 (comprenant des voitures venant de Cologne, Amsterdam, Bruxelles), qui le percute et écrase son fourgon de queue et ses dernières voitures. L'accident fera quatre morts et soixante et un blessés. Le mécanicien du train tamponneur et l'aiguilleur du poste de sémaphore s'opposant sur le fonctionnement de la signalisation, les responsabilités ne seront pas clairement établies, et on en viendra à mettre en cause la fiabilité des enclenchements[15].
- 23 août 1925 : sur la ligne Paris-Lyon, entre les gares de Sens et d'Étigny-Véron, vers 21 heures 30, à la suite d'une erreur de signalisation, le rapide Paris-Évian percute le rapide Paris-Grenoble/Montpellier arrêté à un carré. L'accident fera trois morts et une trentaine de blessés[16].
- 30 août 1925 : en gare de Sarreguemines, à 8 heures 30, un train de messageries en stationnement est percuté par un train de marchandises venant de Sarrebruck, auquel la voie libre avait été donnée par erreur. Le serre-frein du train tamponné est tué[17].
- 3 octobre 1925 : à 0 heure 15, en gare de Hochfelden, sur la ligne Paris-Strasbourg, le rapide Paris-Prague, brûlant dans un épais brouillard plusieurs signaux fermés à Wilwisheim, percute un train de marchandises en cours de garage. Après avoir broyé les wagons de queue du convoi tamponné, la locomotive se couche, et le tender ainsi que les voitures de tête viennent s'y écraser. Le chauffeur de la locomotive, M. Klein, et le serre-freins, M. Pfrunner, du train de marchandises sont tués, deux voyageurs sont blessés[18].
- 15 octobre 1925 : vers 13 heures, sur la ligne de Vitry-le-François à Sézanne[19], un train de voyageurs déraille peu après son départ. Le mécanicien est tué, le chauffeur et deux voyageurs sont grièvement blessés[20].
- 19 octobre 1925 : sur la ligne Bordeaux- Hendaye, un train mixte parti de Bordeaux à 5 heures 12 pour Bayonne déraille en gare de Morcenx. Le chef de train est tué, quelques voyageurs sont blessés[21].
- 1 novembre 1925 : sur la ligne Paris-Le Havre, au passage à niveau n°4 à Poissy, une machine haut-le-pied percute un véhicule automobile, dont l'un des occupants est tué.
- 7 novembre 1925 : sur la ligne Tours-Orléans, entre les gares de Beaugency et de Meung-sur-Loire sur un passage à niveau resté ouvert, le Sud-Express pulvérise une camionnette, dont les deux occupants sont tués[22].
- 7 novembre 1925 : près de Saverne, sur la ligne Strasbourg-Metz, vers 11 heures 15, l'express Ostende-Bâle percute une automobile sur un passage à niveau resté ouvert. Le conducteur est blessé, son passager tué[23].